# Кобза (гурт)
«Ко́бза» — один з найвідоміших вокально-інструментальних ансамблів України 1970-1980-х років. ВІА «Кобза» був першим з колективів колишнього Радянського Союзу, який перебував з комерційними гастролями на американському континенті (1982).

## Історія

### 1971—1985
Вокально-інструментальний ансамбль «Кобза» розпочав свою професійну творчу діяльність у 1971 році у складі «Укрконцерту».
У 1971 ансамблю було запропоновано взяти участь, як акомпануючому складу, у запису платівки співачки Валентини Купріної на київській студії Всесоюзної фірми грамзапису «Мелодія». Разом з тим власний матеріал «Кобзи» сподобався керівництву студії, і було ухвалено рішення про запис сольної платівки ансамблю. Спеціально для цього був запрошений вокаліст Валерій Вітер, студент Київського художнього інституту, колишній соліст самодіяльного ансамблю «Березень».
Основу платівки склали обробки українських народних пісень і композиції керівника ансамблю Олександра Зуєва. Замість звичних гітар ансамбль використав і традиційні народні інструменти — бандури в їх електронному виготовленні та звучанні на зразок електрогітар. На цій платівці вперше було записано всесвітньо відому пісню Володимира Івасюка «Водограй» у виконанні ВІА «Кобза» та співачки Валентини Купріної («Мелодія»). У запису взяли участь: Олександр Зуєв (клавішні), Костянтин Новицький, Володимир Кушпет (бандуристи), Олександр Рогоза (бас-гітара), Георгій Гарбар (флейта, сопілка), Валерій Вітер (вокал) і Анатолій Лютюк (ударні).
У 1973-му «Кобза» розділяє третє лауреатське місце з ансамблем «Москвичі» на Всесоюзному конкурсі вокально-інструментальних ансамблів у Мінську. Перше здобули «Пісняри», друге не присуджено нікому. Відтоді «Кобза» стала одним з найбільших концертуючих гуртів Радянського Союзу.
У 1974 році Олександр Зуєв покинув ансамбль і незабаром очолив ВІА Черкаської філармонії «Калина».
Потім «Кобзу» очолювали по черзі музиканти ансамблю — бас-гітарист і співак Олег Ледньов і бандурист Костянтин Новицький. З 1977 місце спочатку музичного, а згодом і художнього керівника зайняв Євген Коваленко, випускник Ростовської консерваторії, клавішник і вокаліст, який і до цього писав для ансамблю аранжування та обробки народних пісень.
У 1978 році вийшов другий диск-гігант «Кобзи», у запису якого взяли участь К. Новицький, В. Вітер, В.Кушпет, Г.Гарбар, а також музиканти, що прийшли на зміну першому складу — Олег Ледньов (бас-гітара, вокал), Євген Коваленко (клавішні, вокал), Микола Береговий (скрипка, вокал) Геннадій Татарченко (гітара, вокал) і Василь Колекціонов (ударні, вокал). Програму склали обробки українських народних пісень та пісні українських композиторів.
Відтоді колектив мав від 200 до 300 концертів в усіх куточках СРСР. Ансамбль також гастролює за кордоном: Чехословаччина (1977, 1979, 1983), Італія (1977), Монголія (1979), Куба (1980), Фінляндія (1981), Німеччина (1981, 1984), Канада (1982), Ємен (1983), Польща (1985), Японія (1985).
У 1980 ансамблю була присуджена Республіканська комсомольська премія імені Миколи Островського.
У 1982 ВІА «Кобза» підготував концертну програму «Київські фрески» до 1500-річчя м. Києва з виконанням оригінальної музики та поезії за участю балету і використанням спеціальних сценічних костюмів (композитор Віталій Філіпенко, режисер Ірина Молостова, балетмейстер Борис Каменькович, аранжування Євгена Коваленка).
У 1982 під час гастролей у Канаді силами приймаючої сторони — «Нейшенл концерт едженсі» — був виданий вініловий диск-гігант «КОБЗА».
Склад «Кобзи» періодично змінювався. Так, через свою «невиїзність» покинув її К. Новицький. О. Ледньов пішов з ансамблю, щоб створити зі співачкою Людмилою Гримальською (першою виконавицею популярного шлягеру Вадима Ільїна «Уроки музики») сімейний дует «Два кольори». Закінчив навчання в консерваторії і став професійним композитором Г. Татарченко. Сімейні турботи затягнули додому барабанщика В. Колекціонова. Трохи раніше ансамбль залишив бандурист В. Кушпет, який згодом створив «Школу кобзарського мистецтва» на Київщині. У ансамбль прийшли троє яскравих музикантів: бас-гітарист В. Солдатенко, барабанщик Є. Тринько, а трохи згодом — гітарист П. Коваленко.
У 1982 художній керівник ВІА «Кобза» Євген Коваленко, одним із перших українських естрадних артистів, удостоєний звання «Заслуженого артиста УРСР».

### 1985—2011
Одними з перших артистів Укрконцерту в Чорнобильській зоні були ВІА «Кобза» та квартет «Явір». ВІА «Кобза» закінчив свої поїздки у «зону» в 1992 році, коли медики заборонили їм туди їздити за станом здоров'я. Нині артисти ВІА «Кобза» мають посвідчення ліквідаторів аварії на Чорнобильській АЕС та нагороди від держави.
У 1987-му колектив покинув Валерій Вітер, який був одним з найкращих і найуспішніших художників-плакатистів. Колектив також покинули й інші музиканти.
Художній керівник Євген Коваленко зібрав музикантів, що певний час грали в «Кобзі» вже після 1980 року, і знаходить притулок в «Укрконцерті», пізніше — і в «Київконцерті».
Колектив продовжував гастролювати: НДР (1986), Данія (1989), Нідерланди (1990), ФРН (1992, 1998), Франція (1993, 1994, 1997), Польща (1993, 1994, 1996), Єгипет (1994), Велика Британія (1995). В той час в ансамблі грали: бандурист (вокал) — С. Жовнірович, скрипаль (вокал) І. Ткачук. духовик-віртуоз, виконавець на 30 музичних інструментах — М. Блощичак. гітарист-кобзар (вокал) — П. Коваленко, бас-гітара, козобас (вокал) — В. Солдатенко, барабанщик, перкусіоніст (вокал) — К. Курко, бухало та головний соліст-вокаліст — М. Правдивий, клавіші, акордеон, вокал — керівник колективу — Євген Коваленко.
У 1997 художній керівник ВІА «Кобза» Євген Коваленко удостоєний звання «Народний артист України».
1998 — артисти-солісти ВІА «Кобза» Петро Коваленко та Микола Правдивий удостоєні звання «Заслужений артист України».
2002 — артист ВІА «Кобза» Володимир Солдатенко удостоєний звання «Заслужений артист України».
ВІА «Кобза» на чолі з художнім керівником народним артистом України Є. Коваленком, у складі музикантів — заслужених артистів України: М. Правдивого, В. Солдатенка, П. Коваленка та О. Муренка проводить активну творчу й гастрольно-концертну діяльність і є одним з авторитетних ансамблів на творчих теренах України та всього колишнього Радянського Союзу.

## Нагороди
- Лауреат міжнародного фестивалю «Юрмала-85» (Латвія) м. Юрмала, 1985 р.
- Лауреат міжнародного фестивалю «Palanga-85» (Литва) м. Паланга 1985 р.
- Лауреат фестивалю «Вогні магістралі» — м. Хабаровськ −1988 р.
- Лауреат міжнародного фестивалю «Midtfynns Festival» — (Данія) — 1989 р. м. Оденсе
- Лауреат міжнародного фестивалю «Art Parade» — (Японія) 2002 р. м. Осака
- Лауреат фестивалю «Шлягер року» — 2002—2006 р. м. Київ
- Лауреат фестивалю «Наша пісня» — 2003—2005 р. м. Київ
- Лауреат телевізійного фестивалю «Прем'єра пісні — 2010» р. м. Буча